# Feketeér

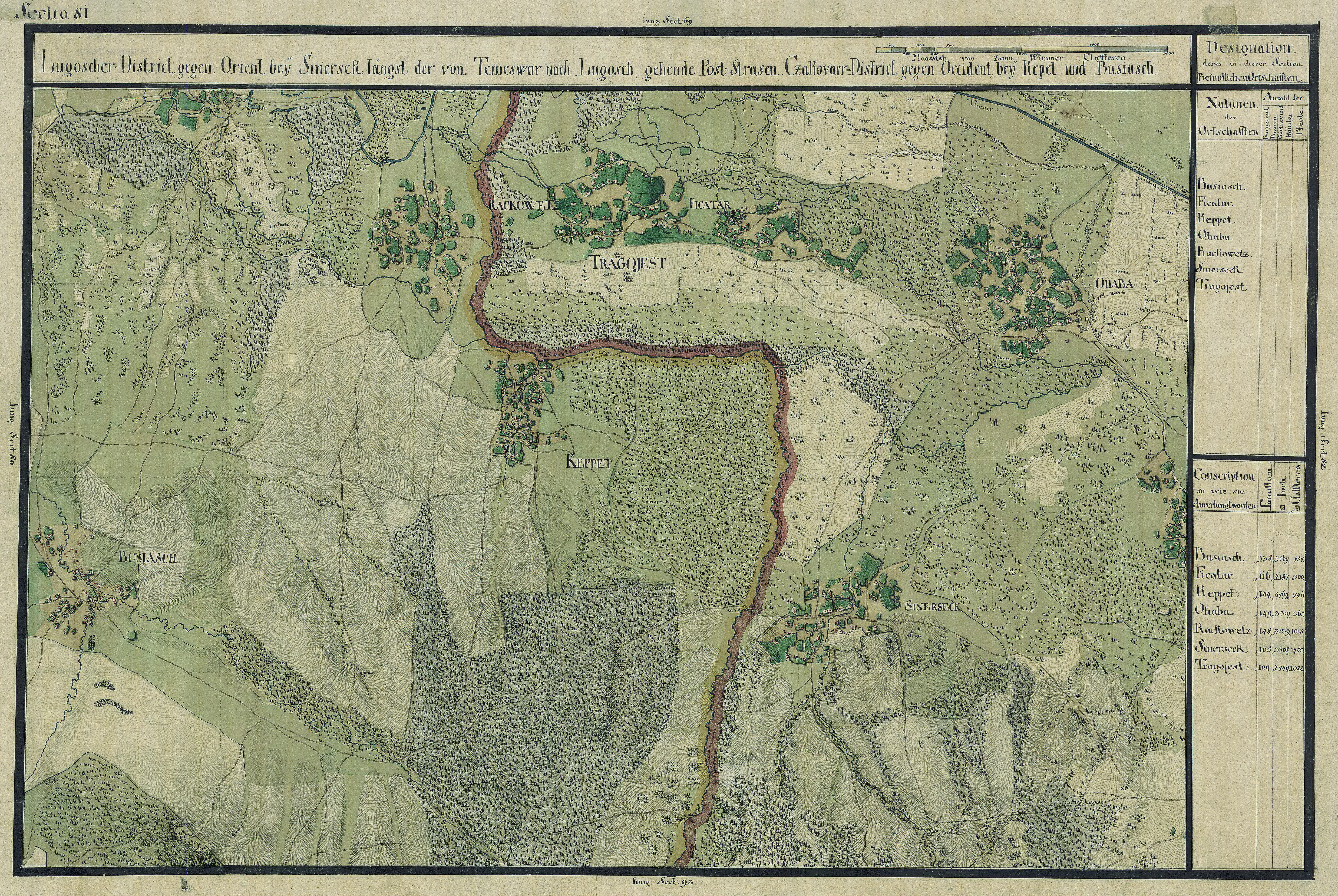
Feketeér egy régi térképen

Feketeér, románul: Ficătar, ukránul: Фікетар, falu Romániában, a Bánságban, Temes megyében.

## Fekvése
Buziásfürdőtől északkeletre fekvő település.

## Története
Feketeér nevét már 1320-ban említette oklevél Fyghatar néven a Bulyeni Márk comes és fia János, valamint Dala fia Miklós részére kiállított határjáró oklevélben. Nevét 1467-ben Feketheer, 1717-ben Vigetar, 1808-ban Fikatár, 1913-ban Feketeérnek írták.
1400 körül előbb a Nexafiak, majd a Remetei Himfiek, 1416-ban a Bár–Kalán nemzetségből való Szeri Pósa krassói ispán fiainak birtoka volt, és a béli kerülethez tartozott. 1468-ban a két Kaszainé Dési Péter fogadott fia Hollódi Fülöp, továbbá a Belinczi Bésánfiak és a Bélvidéki Nexafiak nevében is tiltakozik Jankó György leányai ellen, hogy Feketeér helységet az Iktári Bethleneknek elzálogosították. 1597-ben Báthory Zsigmond a Bésán-családnak adományozta. A török hódoltság alatt románok telepedtek le itt. 
Az 1717. évi kamarai jegyzékben Vigetar alakban, a facseti kerületben, 18 házzal volt említve. 1723–1725 között Mercy térképén és az 1761. évi hivatalos térképen, a lugosi kerületben óhitűektől lakott helyként tüntették fel. A hódoltság után a kincstár foglalta le, és a csákovai tiszttartóság nagykövéresi uradalmához osztotta be. 1807-ben a vallás- és tanulmányi alap tulajdonába került. 
1851-ben Fényes Elek írta a településről: „Fikatár, oláh falu, Temes vármegyében a Temes partján, Temesvárhoz keletre 4 mérföldre, 1110 óhitű lakossal, s anyatemplommal. Határa igen termékeny, szép búzát terem, s 1750 holdra terjed, melyből majorsági földek 445 hold, szorgalomföld 15 hold, Van 4 fél, 53 negyed, 76 nyolcad telke. Bírja a királyi alapítvány.” 
A trianoni békeszerződés előtt Temes vármegye Buziásfürdői járásához tartozott.
1910-ben 951 lakosából 915 román, 24 magyar, 12 német volt. Ebből 909 görög keleti ortodox, 21 római katolikus, 13 izraelita volt.

## Nevezetességek
- Görög keleti temploma 1891-ben épült.